# 巴特勒 (新澤西州)
巴特勒（英語：Butler）是位於美國新澤西州摩里斯縣的自治市鎮。

## 人口
根據2020年美國人口普查的數據，巴特勒的面積為5.34平方千米，當中陸地面積為5.27平方千米，而水域面積為0.07平方千米。當地共有人口8047人，而人口密度為每平方千米1,507人。